# Passiflora cuneata
Passiflora cuneata är en passionsblomsväxtart som beskrevs av Carl Ludwig von Willdenow. Passiflora cuneata ingår i släktet passionsblommor, och familjen passionsblomsväxter. Inga underarter finns listade i Catalogue of Life.